# Crypturellus cinereus
Il tinamo cinereo (Crypturellus cinereus (Gmelin, 1789)) è un uccello della famiglia Tinamidae.

## Descrizione
Lunghezza: 29–32 cm.

## Distribuzione e habitat
L'areale della specie comprende la Colombia, l'Ecuador, la Bolivia, il Perù, il Venezuela, la Guyana, il Suriname e il Brasile.